# Polikarpov R-5
Polikarpov R-5 foi um avião bombardeiro de reconhecimento leve utilizado pela Força Aérea Soviética durante toda a década de 1930 até meados da década de 40. Ele também foi muito utilizado como um transporte civil leve. Foram construídas mais de 7000 aeronaves desse modelo.

## Desenvolvimento
O R-5 foi desenvolvido por um birô de projetos liderado por Nikolai Nikolaevich Polikarpov como um substituto para o R-1, tendo servido como avião de reconhecimento padrão e bombardeiro leve, na Força Aérea Soviética.
O protótipo voou pela primeira vez no outono de 1928, impulsionado por um motor BMW VI (V-12) importado da Alemanha. Ele era um biplano monoplace, construído quase que totalmente em madeira.
Após um extensivo processo de avaliação, o R-5 entrou em produção em 1930, sendo impulsionado por um motor Mikulin M-17 (cópia construído sob licença do BMW-VI), primariamente como um bombardeiro de reconhecimento. Além disso, versões modificadas foram produzidas para servir como hidroavião, avião de ataque ao solo e transporte civil.
O modelo R-5SSS, uma versão melhorada de bombardeiro de reconhecimento com um processo de produção mais simples, serviu de base para o Polikarpov R-Z, que sucedeu ao R-5 na linha de produção.

## História Operacional
O avião foi projetado por Nikolai Polikarpov em 1928. 1.000 aeronaves foram fabricadas para a Aeroflot sob a designação P-5. A aeronave também foi utilizada pela Força Aérea Soviética, a partir de 1931. Eles operaram 5.000 aeronaves sob a designação R-5.
O R-5 tornou-se o avião de reconhecimento e ataque padrão da força aérea da URSS, sendo usado em grande número, com mais de 100 regimentos equipados com o R-5. O R-5 serviu também na Força Aérea do Povo Mongol durante a Batalha de Khalkhin Gol contra o Japão, e teve participação ativa na invasão soviética da Polônia, e na Guerra de Inverno de 1939-40 contra a Finlândia, onde eram conhecidos como o hermosaha ("serra nervos"). Os finlandeses abateram e capturaram vários R-5, mas não conseguiram colocar nenhum deles em serviço operacional. Eles permaneceram em serviço durante a guerra contra a Alemanha (1941-45), na qual foram usados principalmente como bombardeiros noturnos e aeronaves de ligação, servindo até 1944.
Os R-5 também foram utilizados pela Força Aérea da República Espanhola na guerra civil daquele país, 31 unidades foram vendidos para a Espanha. Estas chegaram em novembro de 1936, e foram rapidamente inseridos em operações de combate, mas eram lentos e foram relegados à função de bombardeiro noturno. Sete R-5 permaneciam em boas condições março 1939. A aeronave era conhecido como o "Rasante" na Força Aérea Republicana.
Versões civis do R-5 foram muito utilizadas, principalmente pela Aeroflot. Eles foram usados para transportar até 400 kg de carga, sendo muitos equipados com uma cabina traseira mais larga de modo a transportar dois passageiros. Outras aeronaves foram equipados com cabines fechadas para os passageiros. Os P-5 também eram adaptados para levar contêineres (ou kasseta) sob as asas para transporte de mercadorias ou passageiros um P-5 adaptado dessa forma, transportava 16 adultos, incluindo sete em cada "kasseta". Um P-5, equipado com esquis e contêineres teve papel chave no resgate da tripulação do navio a vapor Chelyuskin que ficou preso no gelo em 1934. Modelos do R-5 para uso civil, permaneceram em serviço até depois do fim da Segunda Guerra Mundial.